# Contatto visivo

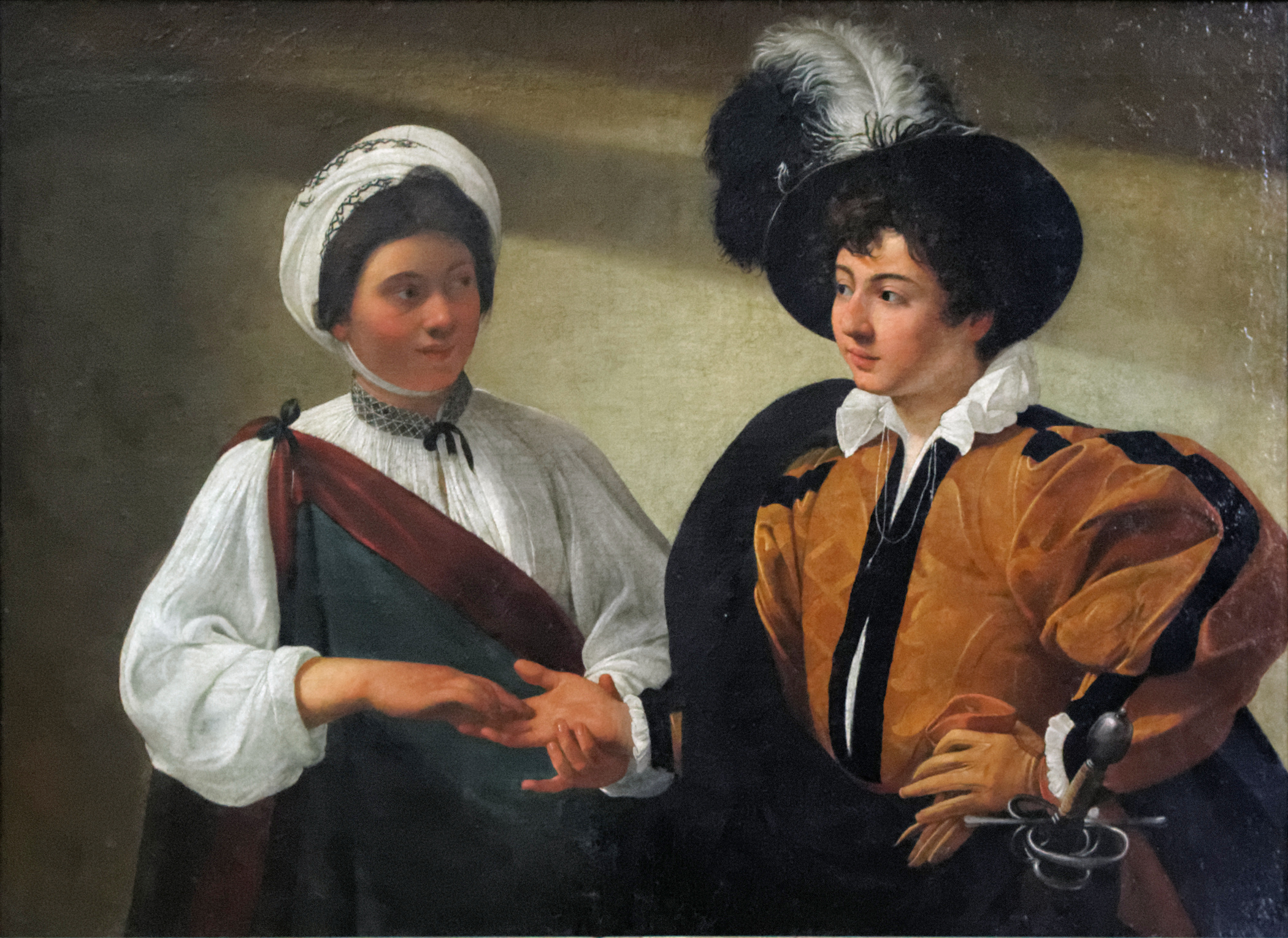
Due personaggi che si guardano negli occhi nella tela del Caravaggio dal titolo Buona ventura (Caravaggio Parigi).

Il contatto visivo è l'incrocio degli sguardi fra due persone.
Il contatto visivo è una forma di comunicazione non verbale e si ritiene che abbia importante influsso nei comportamenti sociali. L'espressione eye contact, reso in italiano con "contatto visivo", è stata coniata intorno al 1960 ed è divenuta nel mondo occidentale la definizione di un segno di fiducia nella comunicazione sociale. Le modalità ed il significato del contatto visivo mutano sensibilmente nelle diverse culture, religioni e gruppi sociali. Lo studio del contatto visivo fa parte di quel che gli studiosi anglofoni definiscono oculesics.

## Significato sociale del contatto visivo
Il contatto visivo, unitamente alla mimica facciale, alla gestualità ed alla postura, compongono il sistema cinestesico di comunicazione che nell'ambito delle scienze della comunicazione è considerato una delle forme di comunicazione non verbale e che è un fondamentale canale di comunicazione di informazioni sociali ed emozionali in forma sia volontaria sia non cosciente.
In talune parti del mondo, in particolare in Asia, il contatto visivo può causare incomprensioni fra persone di nazionalità differenti. In talune culture asiatiche, il mantenere un contatto visivo diretto con una persona gerarchicamente superiore o più anziana è considerata una forma di maleducazione o di aggressività, mentre in molte culture occidentali il significato è l'esatto opposto.
Il contatto visivo riveste anche un importante ruolo nel corteggiamento, dove può servire a stabilire e misurare l'interesse dell'altra persona. Secondo gli studi dello psicologo Beverly Palmer, il contatto visivo reciproco che segnala attrazione si caratterizza per essere inizialmente fugace per poi aumentare di intensità e durata in uno scambio ripetuto.